# Aliz battenbergi hercegnő
Aliz battenbergi hercegnő (teljes nevén Viktória Aliz Erzsébet Júlia Mária, németül: Alice von Battenberg, görögül: Πριγκίπισσα Αλίκη του Μπάττενμπεργκ; Windsor, 1885. február 25. – London, 1969. december 5.) battenbergi hercegnő, Lajos Sándor battenbergi herceg és Viktória hessen–darmstadti hercegnő leánya, András görög királyi herceggel kötött házassága révén görög és dán királyi hercegné. Fülöp edinburgh-i herceg édesanyja, II. Erzsébet brit királynő anyósa.

## Élete

### Származása és gyermekkora
Aliz hercegnő 1885-ben született a windsori kastélyban, Angliában Lajos Sándor battenbergi herceg és Viktória hessen–darmstadti hercegnő első gyermekeként. Édesanyja Viktória brit királynő egyik unokája volt, s a család éppen az uralkodónőnél vendégeskedett, amikor Aliz világra jött. 1885. április 25-én keresztelték meg Darmstadtban, keresztszülei között szerepelt például Viktória királynő, IV. Lajos hesseni nagyherceg és Jelizaveta Fjodorovna orosz nagyhercegné.
Három testvére született, Lujza, György és Lajos.
Aliz hercegnő veleszületett hallássérült volt és szájról olvasott. Mégis kiválóan beszélt németül és angolul. Később tanulni kezdett franciául, majd házassága után görögül is. Gyermekkora jó részét felváltva töltötte Darmstadtban, Londonban és Jugenheimben. Édesapja a Brit Királyi Haditengerészet tagjaként sokat gyakorlatozott Málta partjainál, ahova családját is magával vitte. Már fiatalként is részt vett a társasági életben, többek között koszorúslány volt György yorki herceg és Mária tecki hercegnő esküvőjén, valamint tizenhatodik születésnapja előtt pár héttel részt vett Viktória királynő temetésén.

### Házassága
1902-ben, VII. Eduárd brit király koronázásán Aliz hercegnő találkozott András görög és dán királyi herceggel, I. György görög király negyedik fiával. András és Aliz egymásba szerettek, és 1903. október 6-án Darmstadtban polgári esküvőn összeházasodtak. A következő napon tartották a templomi esküvőket: egy evangélikusat a kastély templomában és egy görög ortodoxot a Mathildenhöhe orosz kápolnájában. A friggyel Aliz görög és dán királyi hercegné lett, angol rokonai csak Princess Andrew néven emlegették.
A házasságból öt gyermekük, négy leány és egy fiú született:

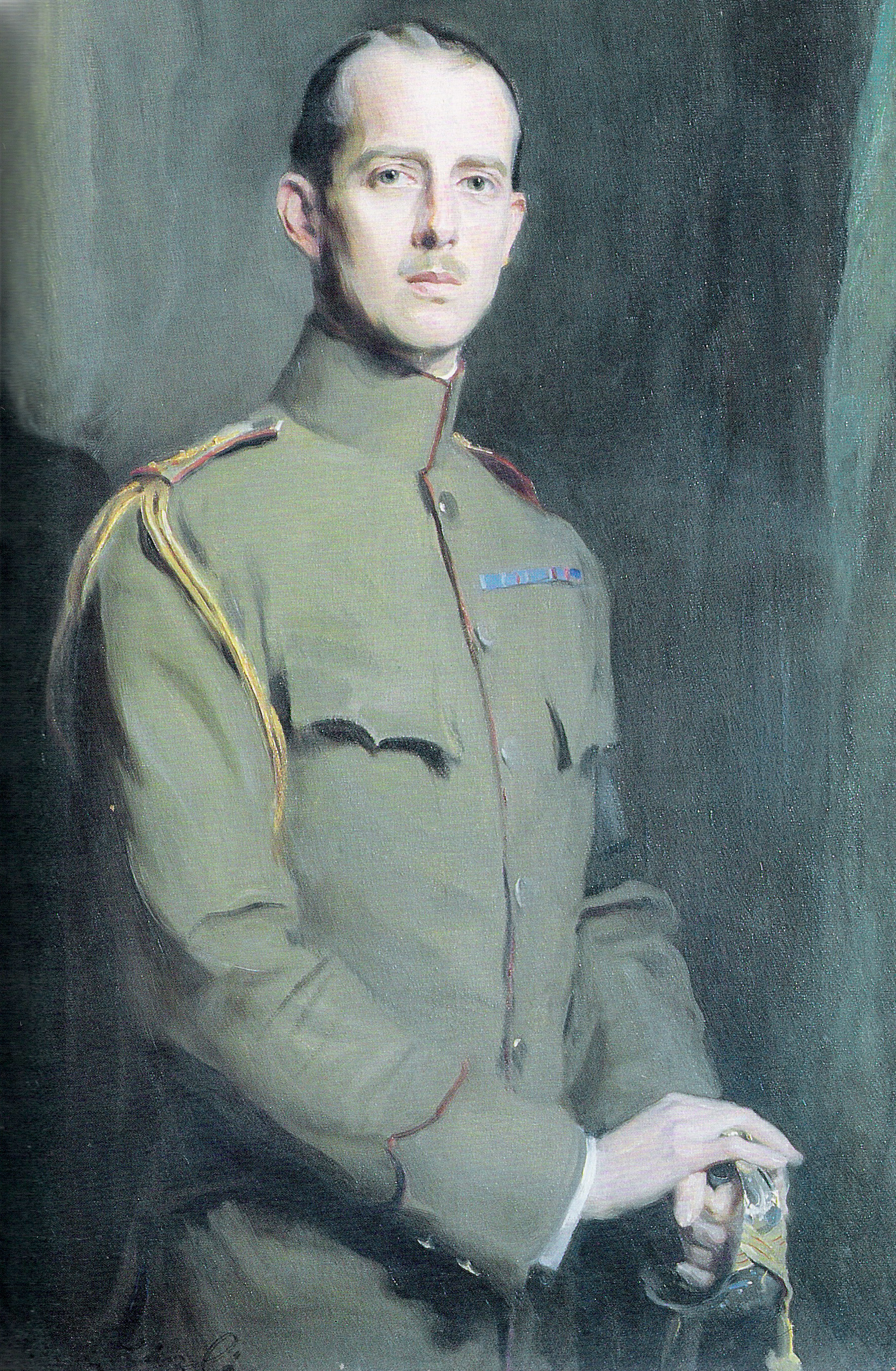
András görög királyi herceg (László Fülöp Elek)

- Margit hercegnő (1905–1981), később Hohenlohe–Langenburg hercegnéje
- Teodóra hercegnő (1906–1969), házassága révén Baden őrgrófnéja
- Cecília hercegnő (1911–1937), Hessen nagyhercegnéje
- Zsófia hercegnő (1914–2001), előbb hesseni, majd hannoveri hercegné
- Fülöp herceg (1921–2021), II. Erzsébet brit királynő férjeként Edinburgh hercege.

András királyi herceg a görög haditengerészetnél szolgált, míg Aliz hercegnő jótékonysági akciókban vett részt. 1908-ban elutazott Oroszországba ifj. Marija Pavlovna és Vilmos svéd királyi herceg esküvőjére. Itt találkozott keresztanyjával és egyben nagynénjével, Jelizaveta Fjodorovna nagyhercegnével, aki éppen egy új szerzetesrend alapításán dolgozott. Az apácarend nagy érdeklődést váltott ki Alizból, részt vett a zárda alapkőletételén is.
A Balkán-háború alatt a hercegné ápolónőként szolgált több katonai kórházban is, ezért 1913-ban V. György brit király kitüntetésben részesítette. Az első világháború folyamán sógora, I. Konstantin görög király hibás politikája miatt lemondásra kényszerült, s a királyi család több tagja is svájci száműzetésbe vonult. Svájcban a családtagok Aliz sógornője, Marie Bonaparte hercegnő, György görög királyi herceg nejének jóvoltából kényelmes körülmények között élhettek. Aliz hercegnő szülei – mivel a világháború alatt német származásuk ellenére is Angliában éltek – V. György király kérésére felvették a Mountbatten családnevet, valamint Lajos Sándor herceg lemondott battenbergi címéről, hogy cserébe Milford Haven őrgrófja legyen.
1920-ban Sándor király halálát követően I. Konstantint és a száműzött családtagokat visszahívták Görögországba. Aliz hercegnő és családja Korfu szigetén telepedett le. A király kérésére András herceg megint belépett a hadseregbe, és harcolt az 1919 óta tartó görög–török háborúban. A herceg a szangarioszi csatában a Második Görög Hadtest parancsnokaként vett részt, ám a csatában a görögök alulmaradtak. A súlyos veszteségek miatt lázadások törtek ki, a monarchia megbukott, András herceget pedig bíróság elé állították. Bűnösnek nyilvánították, és életfogytiglani száműzetésre ítélték. A herceg és családja a HMS Calypso brit hajó fedélzetén menekült el Görögországból. A család Saint-Cloudba költözött, ahol András fivére és sógornője, György herceg és Marie Bonaparte éltek.
Franciaországban Aliz hercegnő tovább jótékonykodott, és 1928. október 20-án áttért a görög ortodox vallásra. A hercegnő hangokat kezdett hallani, és azt képzelte, természetfeletti erővel rendelkezik. Berlinben orvosi vizsgálatokon esett át, amelyek során kiderült, hogy skizofréniában szenved. A svájci Kreuzlingenbe költözött, ahol Ludwig Binswanger neves szanatóriumában gyógyították. Hosszúra nyúlt betegsége alatt férje eltávolodott tőle, leányai egytől egyig német hercegekhez mentek feleségül, míg egyetlen fia angol rokonaihoz költözött. Édesanyjával fenntartotta a kapcsolatot, de családját egészen 1936-ig nem látta. 1932-ben már teljesen gyógyultnak nyilvánították, így elhagyhatta a szanatóriumot, és közép-európai utazásokba fogott.
1937-ben harmadik leánya, Cecília, veje és két unokája életét vesztette egy repülőgép-szerencsétlenség során. Férjével az ő temetésükön találkozott először betegsége kezdete óta. Kapcsolatuk valamelyest megjavult, de életük végéig külön éltek. Aliz hercegnő visszatért Athénba, ahol szerény körülmények között lakott. A második világháború kitörésekor a királyi család legtöbb tagja Dél-Afrikába menekült, ám Aliz hercegnő a görög fővárosban maradt, és együtt élt sógornőjével, Ilona volt orosz nagyhercegnővel. Sógoruk, György herceg felajánlotta számukra egyik athéni házát, így a két hercegné átköltözött oda. Aliz a Nemzetközi Vöröskereszt szolgálatába lépett; Lujza húga, aki a svéd trónörököshöz ment nőül, több orvosi eszközt is felajánlott a görög kórházak számára. Amikor a német náci csapatok megszállták Athént, a hercegnő bújtatta a zsidó Cohen családot a Gestapo ügynökei elől. Ezért 1993-ban Izrael állam a Világ Igaza kitüntetésben részesítette.

### Özvegysége

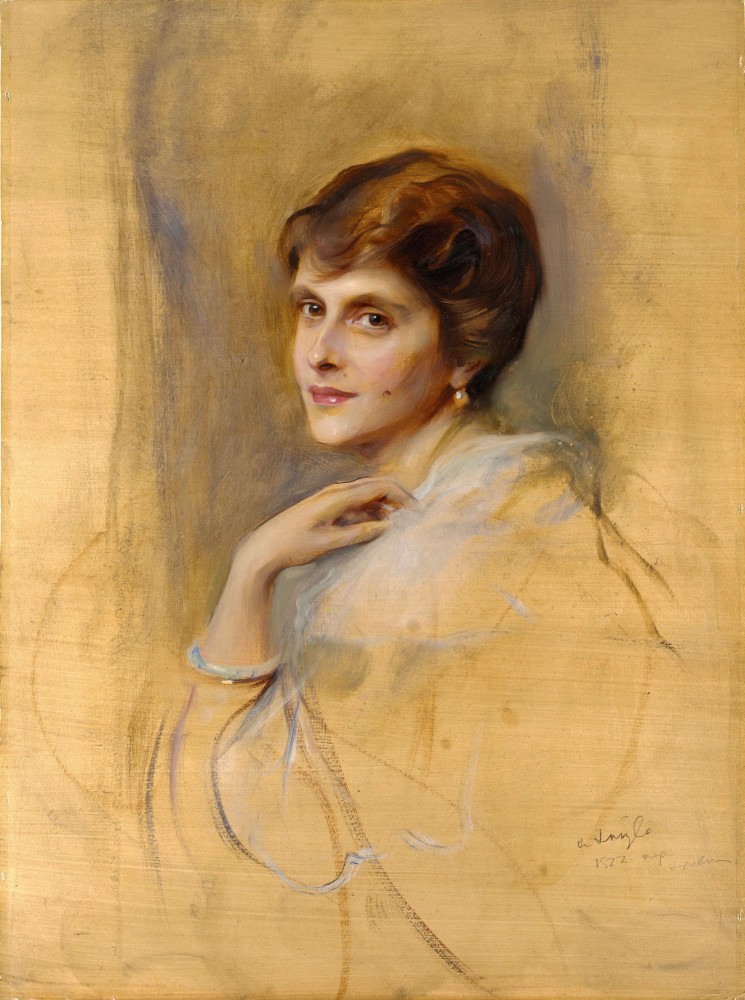
Aliz hercegnő 1922-ben
(László Fülöp Elek pasztellképe)

1944-ben elhunyt András herceg Monte-Carlóban. Aliz hercegnő a háború miatt csak hetekkel később értesült férje haláláról. 1947 áprilisában Angliába utazott, hogy részt vegyen fia és VI. György brit király leányának, Erzsébet trónörökös hercegnőnek az esküvőjén.
1949 januárjában görög ortodox ápolórendet alapított mártír nagynénje, a bolsevikok által meggyilkolt Jelizaveta Fjodorovna nagyhercegné mintájára. A szervezetnek a Márta és Mária keresztény apácarendje nevet adta. A rend otthona a görög Tinosz szigete lett, ám a hercegnő 1950-ben és 1952-ben adománygyűjtő körutat tett az Egyesült Államokba. A közélettől nem vonult vissza, 1953-ban például jelen volt II. Erzsébet királynő koronázásán, 1960-ban pedig indiai utazáson vett részt rádzskumári Amrit Kaur meghívására.
1967. április 21-én tartózkodott utoljára Görögországban. Egészsége ekkor már jelentősen megromlott, hallásromlása a siketségig fokozódott az erős dohányzás következtében. Menye és fia, II. Erzsébet és Fülöp herceg meghívták magukhoz a Buckingham-palotába. Itt halt meg 1969. december 5-én. A windsori Szent György-kápolnában temették el, ám utolsó kívánsága az volt, hogy az Olajfák hegyén, a Mária Magdolna-templomban helyezzék örök nyugalomra Jelizaveta Fjodorovna nagynénje mellé. E kívánságát 1988. augusztus 3-án teljesítették.